# Olive Morris
Olive Elaine Morris (26 de junio de 1952 - 12 de julio de 1979) fue una líder comunitaria británica nacida en Jamaica, activista en el movimiento feminista, el nacionalismo negro y la lucha del movimiento de ocupación en la década de 1970. A los 17 años fue agredida por agentes de la Policía Metropolitana tras un incidente que involucró a un diplomático nigeriano en Brixton, al sur de Londres. Se unió a las Panteras Negras británicas y asumió las posiciones del marxismo-leninismo y del feminismo radical. Participó en la ocupación de edificios en Railton Road en Brixton; uno albergaba Sabarr Books y luego se convirtió en el Centro 121, otro fue utilizado como oficina por el colectivo Race Today. Morris se convirtió en una impulsora clave del Movimiento de Mujeres Negras en el Reino Unido, cofundadora del Grupo Mujeres Negras de Brixton y la Organización de Mujeres de Ascendencia Africana y Asiática en Londres. Su activismo continuó durante el tiempo en que estudió en la Universidad Victoria de Mánchester. Estuvo involucrada en la Cooperativa de Mujeres Negras de Mánchester y viajó a China con la Sociedad para el Entendimiento Anglo-Chino.
Morris regresó a Brixton después de graduarse y trabajó en el Centro de Derecho Comunitario de Brixton. Enfermó y recibió un diagnóstico de linfoma no hodkiniano que le provocó la muerte a los 27 años. Su vida y obra han sido conmemoradas tanto por organizaciones oficiales (el Lambeth Council puso su nombre en un edificio en su honor) como por el grupo activista Remembering Olive Collective (ROC). Amigos y camaradas la recordaron como intrépida y dedicada a luchar contra la opresión en todos los niveles. Su imagen fue incorporada al billete de 1 B£ de la libra de Brixton y su nombre incluido en las listas de mujeres negras británicas inspiradoras.

## Infancia
Olive Morris nació el 26 de junio de 1952 en Harewood, St. Catherine, Jamaica. Sus padres fueron Vincent Nathaniel Morris y Doris Lowena (de soltera Moseley) y tenía cinco hermanos. Cuando sus padres se mudaron a Inglaterra,  vivió con su abuela y más tarde cuando cumplió nueve años se trasladó con ellos al sur de Londres. Su padre trabajaba como conductor de montacargas y su madre en fábricas. Morris hizo la primaria en Heathbrook y posteriormente asistió a la escuela secundaria femenina Lavender Hill y a la escuela Dick Sheppard en Tulse Hill, pero no terminó los estudios. Más tarde estudió para los niveles O y los niveles A, y asistió a una clase en el London College of Printing (ahora llamado London College of Communication).: 151 

## Vida adulta y activismo
Durante los últimos años de la década de 1960 y 1970, el activismo negro británico abarcó el debate político multiétnico sobre el nacionalismo negro, el clasismo y el imperialismo en África, Asia y el Caribe, así como en el Reino Unido. Sus objetivos primordiales eran encontrar su identidad, expresión cultural y autonomía política ayudando a sus propias comunidades y a otras con luchas similares. A pesar de la aprobación de la Ley de Relaciones Raciales de 1965, la población afrocaribeña (junto con otros grupos minoritarios) continuó sufriendo racismo; el acceso a la vivienda y el empleo se restringió de manera discriminatoria y las comunidades negras sufrieron la presión tanto de la policía como de grupos fascistas como el Frente Nacional.  Para combatirlo los negros británicos utilizaron estrategias anticoloniales y adoptaron formas de expresión cultural de inspiración africana, basándose en los movimientos de liberación negros en Angola, Eritrea, Guinea-Bissau, Mozambique y Zimbabue.De un modo parecido, los activistas negros británicos desafiaron las nociones de respeto mediante la elección de sus atuendos, ropas y peinados.. Escuchaban reggae y soca del Caribe y soul de los Estados Unidos, y exhibían  imágenes de figuras revolucionarias de renombre internacional, como el Che Guevara y Angela Davis. Su sentido de la moda también estuvo influenciado por el movimiento de derechos civiles.
Morris se sintió atraída por este movimiento porque le permitió reafirmar sus raíces y negrura del Caribe, mientras que al mismo tiempo le proporcionó un medio para luchar contra los problemas que afectaban a su comunidad.  Otros activistas la describieron como intrépida, negándose a permanecer al margen y permitir que ocurrieran injusticias.: 127 Oumu Longley, un investigador de estudios de género e historia negra,: 127  señala que la identidad de Morris era compleja: «Una mujer nacida en Jamaica que creció en Gran Bretaña, una okupa con un título de la Universidad de Manchester, una mujer que tuvo una larga duración de pareja con alguien de piel blanca y una mujer que durante este tiempo tuvo relaciones íntimas con otros hombres y mujeres».: 127  Parecía deliberadamente andrógina,: 127  adoptando un «aspecto de hermana del alma revolucionaria queer». Su elección de estilo personal desafió no solo las nociones de lo que significaba ser británica, sino también caribeña. Morris fumaba, prefería para vestir jeans y camisetas, andaba decalza o zapatos cómodos, y llevaba su cabello cortado al estilo afro.: 215  Sus elecciones de estilo personal desafiaron no solo las nociones de lo que significaba ser británico, sino también caribeño.: 213 : 127  La académica afroamericana Tanisha C. Ford señala que Morris no se ajustaba a las normas de género, tal como las activistas del Comité Coordinador Estudiantil No Violento de Estados Unidos, quienes se cortaban el pelo corto y pasaban de llevar vestidos y perlas a vestir overoles.: 215 

## Maltrato después del incidente de Gomwalk
El 15 de noviembre de 1969, el diplomático nigeriano Clement Gomwalk fue confrontado por agentes de policía metropolitanos mientras estacionó afuera de Desmond's Hip City, la primera tienda de registros negros en Brixton.: 11  El automóvil Mercedes-Benz que conducía tenía un número diferente en la placa de la matrícula que en el disco de licencia; Los oficiales de policía lo sacaron del auto y lo interrogaron bajo la «Ley de SUS» (un poder de detener e investigar de la policía británica), porque él era un diplomático. Una multitud se formó a su alrededor y luego tuvo lugar un altercado físico.: 11  El periodista local Ayo Martin Tajo escribió un relato de los eventos una década más tarde en el que declaró que Morris empujó a la multitud e intentó evitar que la policía golpeara al diplomático; esto llevó a la policía a agredirla a ella y a varios otros manifestantes.: 12  Según el propio relato de Morris, publicado en el Black People's News Service (el boletín de los Panteras Negras británicas), llegó después de que arrestaran a Gomwalk y se lo llevaran en un móvil policial.: 12–13 
La situación con los agentes de policía se intensificó después de que la multitud comenzara a confrontarlos por el trato brutal que habían dado a Gomwalk. Morris recordó que la policía se llevó a rastras a su amigo, quién gritaba «No he hecho nada» mientras le rompían el brazo.: 217 : 12  No relató exactamente cómo se involucró, pero sí registró que fue arrestada y luego golpeada bajo custodia policial. Como vestía ropa de hombre y tenía el cabello muy corto, la policía creyó que Morris era un hombre joven; y uno de los agentes afirmó «no es una niña».: 217 : 12  Según el relato de Morris, se vio obligada a desnudarse y fue amenazada con violación: «Todos me hicieron quitarme el jersey y mi sujetador frente a ellos para mostrar que era una niña. Un agente policial que tenía un bastón dijo "Ahora demuestra que eres una mujer real».: 13  El hermano de Morris, Basil, describió sus heridas por el incidente, diciendo que «apenas podía reconocer su rostro, la golpearon tan fuerte...».: 13  Fue multada con 10 £ y se le impuso una sentencia suspendida de tres años y tres meses en prisión por agredir a un oficial de policía; aunque la condena luego se redujo a un año.
Esta fue una experiencia formativa para Morris, que se convirtió en una comunista marxista-leninista y una feminista radical. Su política era interseccional, centrándose en el racismo en todo el mundo, al tiempo que consciente de las conexiones con el colonialismo, el sexismo y la discriminación de clases.

## British Black Panthers
Morris decidió hacer campaña contra el acoso policial y se unió a la sección juvenil de los Black Panthers británicos a principios de la década de 1970. El grupo no estaba afiliado al Movimiento Black Panthers en los Estados Unidos, pero compartía su enfoque en mejorar las comunidades locales. Los Black Panthers promovieron el Poder Negro y eran panafricanos, nacionalistas negros y marxistas-leninistas.: 20 
Morris conoció a Altheia Jones-LeCointe, Farrukh Dhondy y Linton Kwesi Johnson; y en agosto de 1972 intentó reunirse con Eldridge Cleaver, un líder del movimiento estadounidense, en Argelia. Inició un viaje con su amiga Liz Obi, pero solo llegó hasta Marruecos,: 668  ya que se quedaron sin dinero y tuvieron que pedir ayuda en el consulado británico en Tánger para volver a casa.: 8 
A principios de la década de 1970 hubo muchos casos judiciales que involucraban a activistas negros por cargos falsos.: 171  En el juicio de los Mangrove Nine, los Black Panthers organizaron piquetes de solidaridad; los acusados finalmente fueron declarados no culpables y el juez reconoció que los agentes de la Policía Metropolitana tenían prejuicios raciales. Durante el juicio de los Oval Four, Morris fue arrestada después de una pelea con agentes de policía fuera de Old Bailey junto a Darcus Howe y otra persona. Los tres fueron acusados de agresión que ocasionó daños corporales reales y adoptaron un enfoque político para su juicio posterior, solicitando que los miembros del jurado fueran negros, de clase trabajadora o ambos. Investigaron los antecedentes del juez, John Fitzgerald Marnan, y descubrieron que, como abogado de la Corona en Kenia, había procesado a los participantes en el levantamiento anticolonial de Mau Mau.: 172–173 Cuando el caso llegó a juicio en octubre de 1972, los nueve policías dieron pruebas contradictorias incluso sobre el calzado que Morris había estado usando, un punto crucial porque estaba acusada de patear a un oficial. El jurado la absolvió a ella y a los demás acusados.
Tras la desaparición de las Black Panthers británicas, Morris fundó el Grupo de Mujeres Negras Brixton con Obi y Beverley Bryan en 1973. El colectivo exploró la experiencia de las mujeres en el Partido Black Panthers y tenía como objetivo proporcionar un espacio para que las mujeres asiáticas y negras discutan asuntos políticos y culturales en general. Fue crítico con el feminismo blanco, descubrió que cuestiones como el aborto y los salarios para las tareas domésticas no eran fundamentales para la experiencia negra, ya que los participantes estaban más preocupados por el cuidado de los niños y se les pagaba por sus trabajos de limpieza.: 148, 149 : 106  El grupo fue organizado no jerárquicamente; inició el boletín Speak Out y produjo The Heart of the Race: Black Women's Lives in Britain, que fue publicado por Virago Press en 1985. Tres mujeres del colectivo fueron acreditadas como autores porque el editor se negó a usar un nombre colectivo. Dedicado a Morris, el libro fue republicado por Verso Books en 2018.

## Usurpaciones en Brixton

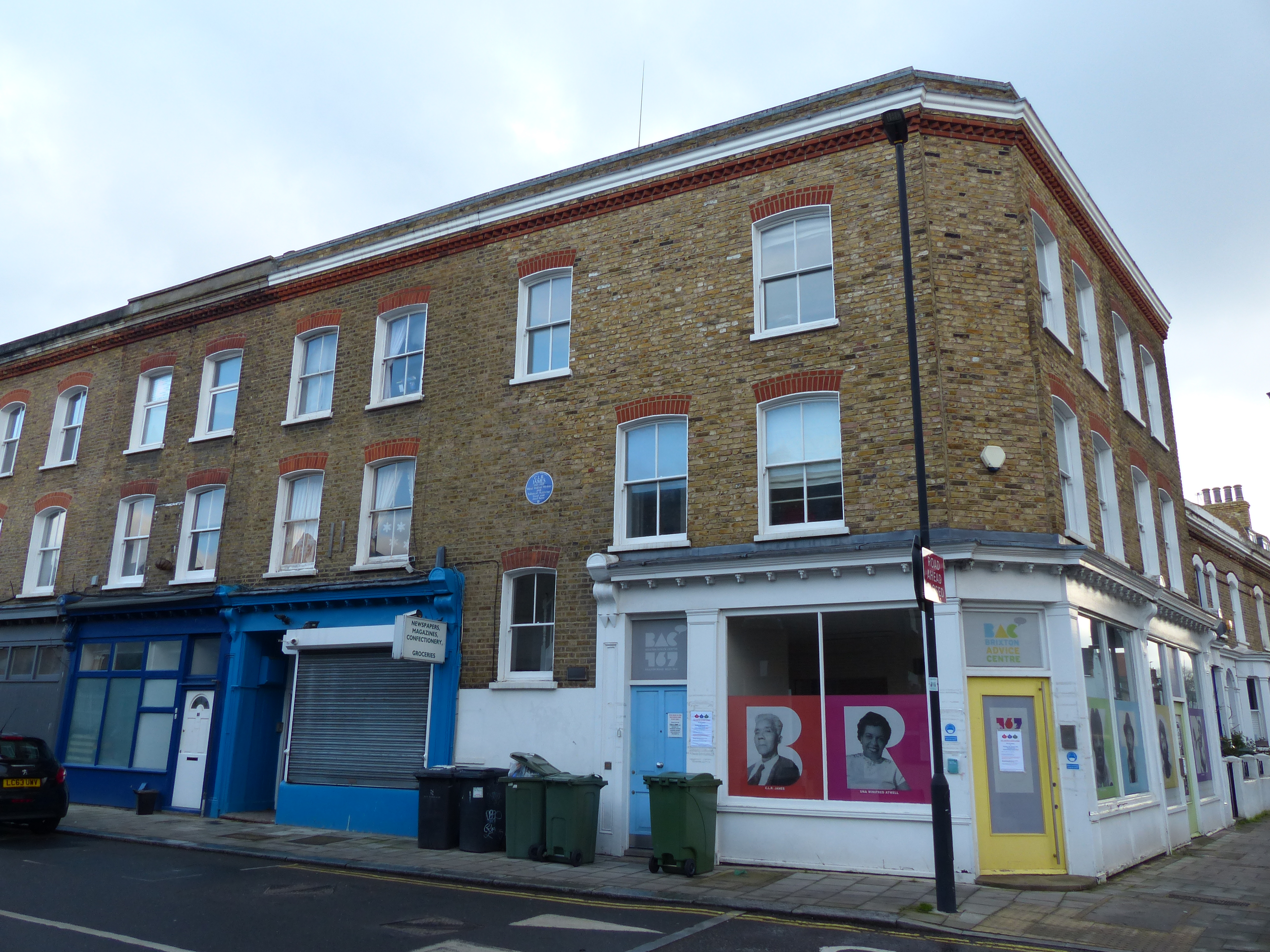
165–167 Railton Road, donde se produjo Race Today y C. L. R. James vivió. La placa azul que conmemora la residencia de James es visible en el centro de la fotografía.

Una vez que comenzó a okupar edificios en Brixton debido a la necesidad de vivienda, Morris llegó a ver la ocupación ilegal como un medio para establecer proyectos políticos.: 75  Las usurpaciones proporcionaban una manera para que el Grupo de Mujeres Negras Brixton permaneciera autónoma del movimiento de liberación de mujeres más amplio en Inglaterra.: 106  En 1973 Morris okupo la propiedad ubicada en el 121 de la intersección de Railton Road con Liz Obi. Cuando los trabajadores irrumpieron y le quitaron sus pertenencias, Morris y Obi rápidamente reokuparpon la casa y llegaron a un acuerdo con el agente inmobiliario. En declaraciones al periódico gratuito de Londres The Evening Standard, Morris dijo que «los precios de los pisos y las camas son demasiado altos para mí». El Advisory Service for Squatters utilizó una fotografía de Morris subiendo por la pared trasera de la propiedad okupada en la portada de su Squatters Handbook de 1979.: 75–76  El edificio se convirtió en un centro de activismo político, organizando grupos comunitarios de personas negras contra el acoso estatal; así como el Grupo de Mujeres Negras de Brixton. Sabarr Bookshop fue creada por un grupo de hombres y mujeres negros locales que incluía a Morris y, a través de ella, los activistas pudieron trabajar con las escuelas para proporcionar materiales de lectura de la historia negra para un plan de estudios más diverso.: 75 : 181  Morris y Obi luego se mudaron a otra vivienda okupada en el número 65 deRailton Road.: 101 
La vivienda okupada en el 121 de esa misma calle más tarde se convirtió en un centro social anarquista autogestionado conocido como el Centro 121, que existío hasta 1999. La antropóloga Faye V. Harrison vivía allí con Morris y su hermana a mediados de la década de 1970; más tarde describiría cómo Morris veía la vivienda como un derecho humano y la okupación como una acción directa para proporcionar refugio, por lo que solía alentar a otras personas a hacer lo mismo.: 75–76  Morris también estuvo involucrada con el colectivo Race Today, que contó con Farrukh Dhondy, Leila Hassan, Darcus Howe y Gus John. Cuando se separó del Instituto de Relaciones Raciales en 1974, este Cuando ese colectivo se escindió del Instituto de Relaciones Raciales en 1974, Morris ayudó a que encontrara una base en las casas ocupadas de Brixton.: 148  Las oficinas finalmente se ubicaron en Railton Road n.º 165-167, donde el colectivo produjo la revista y celebró sesiones de discusión en el sótano. C. L. R. James vivía en el último piso del edificio. Las oficinas más tarde se convirtieron en el Centro de Asuntos de Brixton.

## Mánchester
Morris estudió economía y ciencias sociales en la Universidad Victoria de Mánchester desde 1975 hasta 1978.: 154 Se integró rápidamente con las organizaciones políticas de base en el lado de Moss, el grupo de ayuda mutua de cofundación y la búsqueda de activistas locales como Kath Locke y Elouise Edwards. Locke había establecido la Cooperativa Manchester Black Women (MBWC) en 1975 con Coca Clarke y Ada Phillips; Morris se involucró y los miembros más tarde recordaron su vigor.: 1, 14, 16  También hizo campaña contra los planes de la universidad para incrementar los costos de matrícula para estudiantes extranjeros. Después de su muerte, el MWBC se retiró debido a la mala gestión financiera y se reformó como la Cooperativa de Mujeres de Abasindi; Desde su base en el Centro Popular del lado del Moss, Abasindi organizó actividades educativas, culturales y políticas sin ningún financiamiento público.: 2 
Morris ayudó a establecer una escuela suplementaria, después de hacer campaña con padres negros locales para una mejor comisión de educación para los niños, y una librería negra.: 154 Como parte de su perspectiva internacionalista, participó en el Comité Nacional de Coordinación de Estudiantes en el Extranjero y viajó a Italia e Irlanda del Norte.: 153 En 1977 viaja a China con la Sociedad para la Comprensión Anglo-China y escribió una visita de hermana a China para el boletín del Grupo de Mujeres Negras de Brixton. El artículo analizó la práctica antiimperialista y la organización comunitaria en China.

## Regreso a Brixton
Morris regresó a Brixton después de graduarse en 1978 y trabajó en el Brixton Community Law Center. Con su compañero Mike McColgan escribió Has the Anti-Nazi League got it right on racism?" (¿La liga antinazi ha hecho bien en el racismo?) para el comité ad hoc de Brixton contra la represión policial. El folleto cuestionó si la liga antinazi era correcta para combatir el fascismo mientras ignoraba el racismo institucional.
Con los educadores Beverley Bryan y Stella Dadzie, además de otras mujeres, Morris estableció la organización de mujeres de ascendencia africana y asiática (OWAAD) en Londres. Dio la primera conferencia en el Centro Abeng en Brixton, que Morris había ayudado a fundar.: 151, 241  Bryan más tarde recordó a Morris como una «personalidad fuerte».
En la conferencia, trescientas mujeres africanas, asiáticas y caribeñas de diversas ciudades como Birmingham, Brighton, Bristol, Leeds, Londres, Mánchester y Sheffield, se unieron para discutir temas que les preocupaban, tales como vivienda, empleo, salud y educación. Owaad tenía como objetivo ser un grupo paraguas que vinculase las luchas y empoderase a las mujeres, por lo que se opuso al racismo, el sexismo y otras formas de opresión.: 79, 82  Junto con el Grupo de Mujeres Negras de Brixton, Owaad fue una de las primeras organizaciones para mujeres negras en el Reino Unido. Morris editó FOWAD! el boletín del grupo, que continuó publicandose después de su muerte.: 79 

## Muerte
Mientras estaba en un viaje en bicicleta en España con McColgan en 1978, Morris comenzó a sentirse enferma. A su regreso a Londres, fue al Hospital King's College donde le recetaron tabletas para la flatulencia, solo para más tarde recibir un diagnóstico de linfoma no hodgkiniano en septiembre.: 127, 130  El tratamiento contra el cáncer no tuvo éxito y murió el 12 de julio de 1979 en el Hospital de San Thomas en Lambeth, a la edad de 27 años. Su tumba está en el cementerio Streatham Vale.

## Reconocimiento y legado

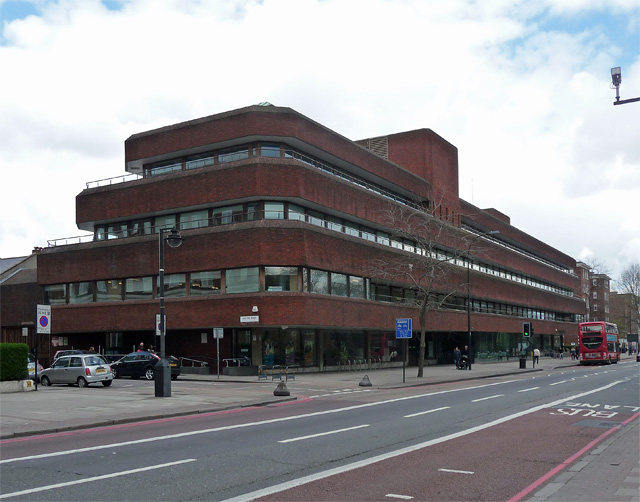
La Casa Olive Morris en 18 Brixton Hill en 2013. En 2020 se demolió.

Junto a otras mujeres como Liz Obi, Morris jugó un papel importante en la creación de un movimiento feminista de poder negro en el Reino Unido y la antropóloga Tracy Fisher describe sus contribuciones como «inconmensurables».: 75  El Grupo de Mujeres Negras de Brixton publicó un obituario en el tercer número de su boletín alabando a Morris por su «dedicación total a las luchas por la liberación, la democracia y el socialismo». En su colección de poesía de 1980, Inglan Is A Bitch (Inglan es una perra), Linton Kwesi Johnson publicó Jamaica Lullaby en memoria de Morris.  El Consejo de Lambeth nombró a su nuevo edificio en Brixton Hill nro 18 con su nombre en 1986 luego de una campaña del Grupo de Mujeres Negras de Brixton. La Oficina de Beneficios de Vivienda local se estableció allí; Morris había demostrado fuera de la oficina por mejores derechos de vivienda.
Llevó su nombre el edificio donde se desarrollaron los disturbios de Brixton de 1985, que habían sido provocado por el tiroteo policial de Cherry Groce y que fue demolido en 2020. Un patio de recreo también lleva el nombre de Morris en el Myatt's Fields Park.
En 2000 Obi realizó una exposición sobre Morris en la Biblioteca Brixton.  Ana Laura López de la Torre lanzó el blog Remember Olive Morris (Recuerde a Olive Morris) en 2007 para conmemorar el legado de Morris y al año siguiente se lanzó el recordatorio de Olive Collective (ROC), con miembros que incluyen a Tanisha C. Ford y Obi.: 8  Este conmemora la vida de Morris, recopila información y sitúa sus experiencias dentro de un contexto histórico más amplio de Black Brixton; el folleto  Do You Remember Olive Morris? (en español: ¿Recuerdas a Olive Morris?) fue publicado en 2010 y distribuido en las escuelas locales de Lambeth.: 10 : 11  ROC estableció los Premios Olive Morris Memorial en 2011, para ofrecer apoyo financiero a mujeres de ascendencia africana o asiática de entre 16 y 27 años. En 2019 el colectivo fue relanzado como ROC 2.0 porque el edificio del Consejo con el nombre de Morris estaba programado para la demolición y el grupo quería asegurarse de que ella continuara siendo recordada.
Ford ve al ROC como un organismo impulsado por los historiadores de la comunidad, que en el Reino Unido a menudo están detrás de proyectos como los archivos culturales negros, la Biblioteca Feminista y el Instituto George Padmore.: 10 De La Torre y Obi depositaron los materiales que habían recolectado en la colección Olive Morris en los Archivos Lambeth. Los archivos se basaron en la Biblioteca Minet hasta que se anunció en 2020 que se mudarían a la nueva casa Olive Morris, que se construiría en el sitio del antiguo edificio como parte del nuevo proyecto de vivienda en el ayuntamiento.
Morris se representa en la nota B £ 1 de la libra Brixton, una moneda local. En 2017 el artista sudafricano Breeze Yoko pintó un mural titulado Say It Loud en la urbanización de Blenheim Gardens en Brixton, como parte de la iniciativa Watch This Space. El autor recurre a su personaje «Boniswa», al tiempo que rinde homenaje a Morris. En la celebración del centenario de la mayoría de las mujeres que ganan el derecho al voto en 2018,  The Voice, un diario británico dirigido a la comunidad local afrocaribeña, enumeró a ocho mujeres negras que han contribuido al desarrollo de Gran Bretaña: Morris, Kathleen Wrasama, Connie Mark, Fanny Eaton, Diane Abbott, Lilian Bader, Margaret, Margaret Busby y Mary Seacole. Morris también fue incluida en una lista de 14 «mujeres británicas negras que han sido fuente de inspiración a lo largo de la historia» del The Evening Standard junto con Seacole, Mark, Busby, Abbott, Claudia Jones, Adelaide Hall, Joan Armatrading, Tessa Sanderson, Doreen Lawrence, Maggie Aderin-Pocock, Sharon White, Malorie Blackman y Zadie Smith.  Un Doodle de Google reconoció a Morris en el Reino Unido el 26 de junio de 2020 para recordar lo que habría sido su 68 cumpleaños.